# Bromus bromoideus
Pour les articles homonymes, voir Brome (homonymie).
Brome des Ardennes
Espèce
Statut de conservation UICN

 EW  : Éteint à l'état sauvage
Bromus bromoideus, le Brome des Ardennes, est une espèce de plantes à fleurs monocotylédones de la famille des Poaceae (les graminées) et de la sous-famille des Pooideae. Originaire de Belgique, elle est considérée comme éteinte à l'état sauvage. L'espèce a fait l'objet en 2005 d'une germination réussie, à partir d'anciens échantillons de graines.

## Description
Le Brome des Ardennes est une plante herbacée annuelle, aux chaumes dressés de 60 à 130 cm de long et aux inflorescences en panicules. Les glumelles terminées par trois arêtes sont caractéristiques de l'espèce.

## Distribution
Cette espèce se rencontrait autrefois dans les champs d'épeautre, sur sol calcaire, des provinces de Liège et de Luxembourg en Belgique, essentiellement autour des villes de Rochefort, Beauraing et Comblain-au-Pont. D'intenses prospections permettent d'en découvrir de nombreuses stations ; son aire s'étend « de la Meuse à la Vesdre, de Givet à l'ouest à Chaudfontaine à l'est, soit 90 km en longueur, sur 10 à 15 en largeur ». Découverte pour la première fois en 1823, elle commence à se raréfier au début des années 1880.
En France, le brome des Ardennes est citée dans la Grande Flore en couleurs de Gaston Bonnier avec une répartition très réduite : « extrêmement rare et sans doute introduit dans le département des Ardennes à Givet. »

## Histoire

### Découverte de l'espèce

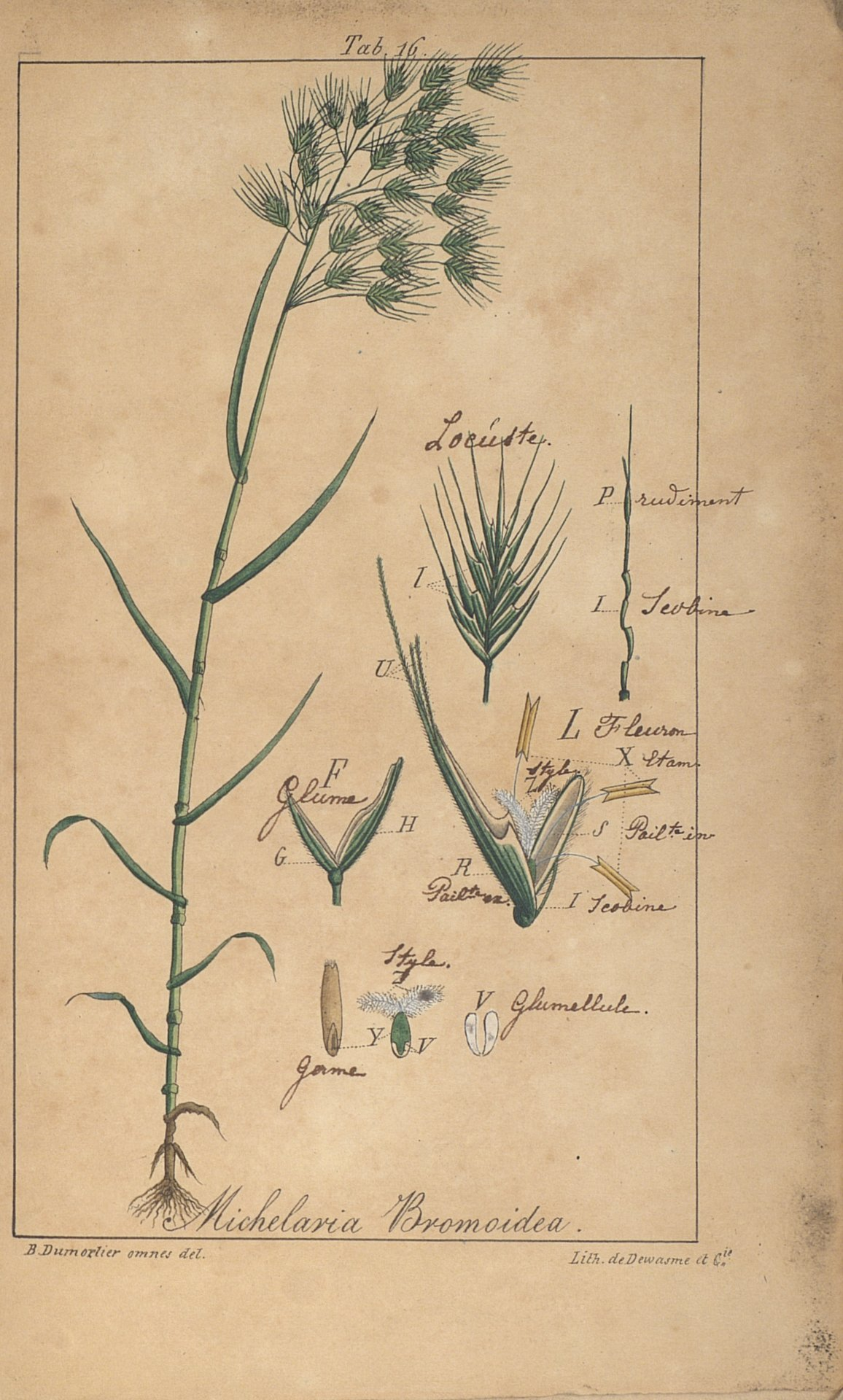
Planche originale de la description de Michelaria bromoidea par B.C. Dumortier.

Les botanistes Pierre-Joseph Michel et Barthélémy du Mortier découvrent cette espèce pour la première fois aux environs de Han-sur-Lesse, en 1822, mais sa panicule trop jeune laisse l’espèce indéterminée. Pierre Michel, par ailleurs cultivateur-pépiniériste et auteur d’une Agrostologie belgique, ou Herbier des graminées, des cypéracées et des joncées, la retrouve en pleine floraison, à Aywaille. Du Mortier lui donne alors le nom de Michelaria bromoidea, en 1823,. Lejeune la rebaptise ensuite Libertia arduennensis trois ans plus tard.
Libertia arduennensis est aujourd’hui un des synonymes du Brome des Ardennes.

### Tentative de remise en culture

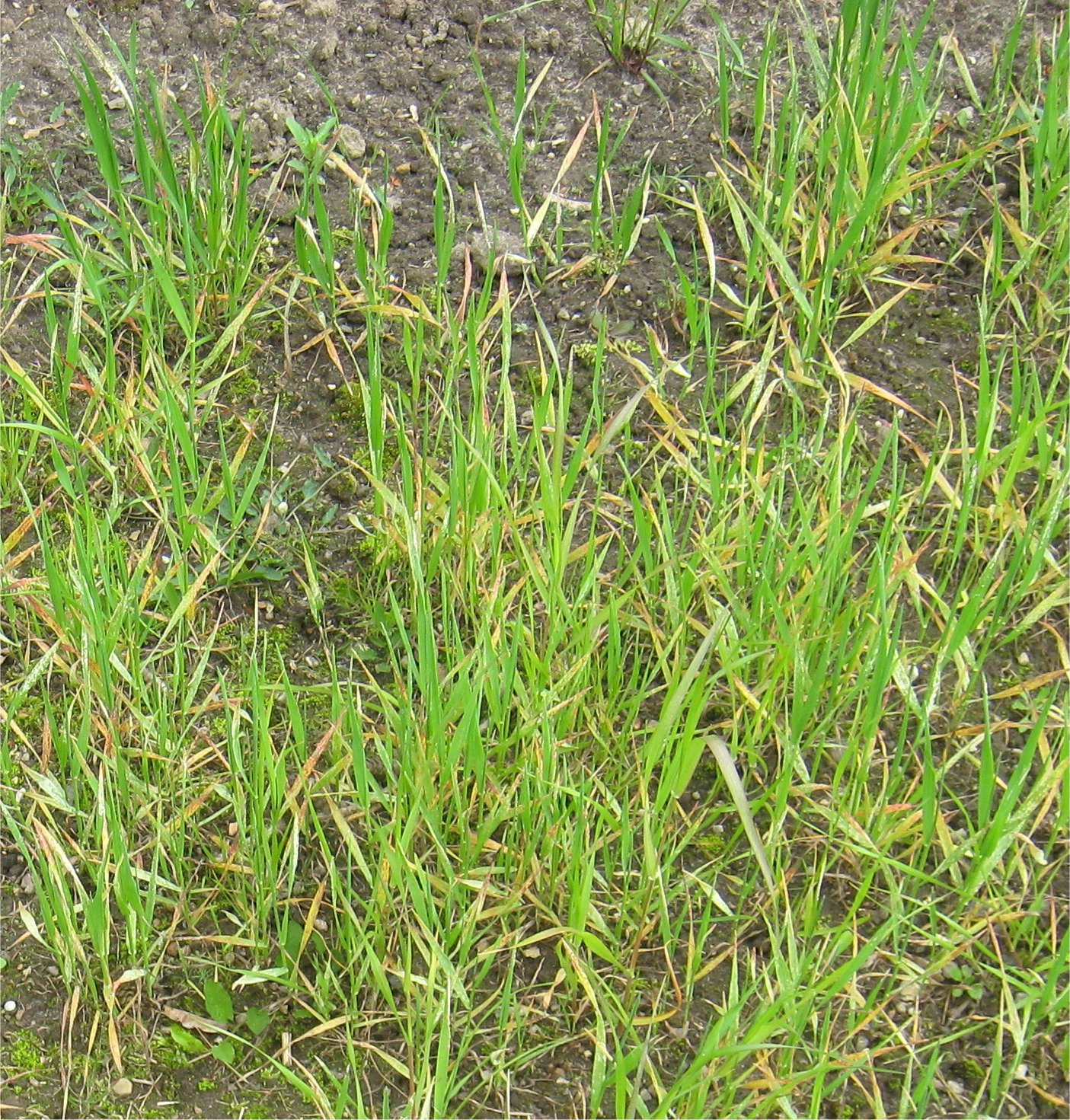
Germination du Brome des Ardennes au Jardin botanique national de Meise.

À l'époque de sa découverte, le Brome des Ardennes suscite un véritable engouement de la part des botanistes qui sont nombreux à vouloir la posséder et quelque 35 jardins botaniques la cultivent dans leurs collections ; en 1937, seuls cinq jardins (Liège, Copenhague, Lund, Bucarest, Léningrad) continuent à la cultiver et à en proposer des graines.
L'espèce était considérée comme éteinte dans la nature depuis les années 1930, quand, au début des années 2000, un petit échantillon de graines fut retrouvé dans les collections du Jardin botanique national de Belgique par David Aplin, un botaniste anglais, collaborateur de l'institution ; des prospections menées auprès d'autres institutions et collections privées mirent au jour d'autres échantillons de graines. Ces échantillons furent expédiés aux jardins botaniques royaux de Kew où les spécialistes du projet Millennium Seed Bank réussirent à les faire germer, « ressuscitant » ainsi cette espèce disparue,,.

## Synonymes
Selon Catalogue of Life (20 novembre 2017) :
- Bromus arduennensis Dumort. ex Kunth, nom. superfl.
- Bromus arduennensis Dumort., nom. provis.
- Bromus auriculatus Raspail, nom. superfl.
- Bromus grossus f. arduennensis (Rchb.) Tournay
- Bromus multiflorus var. arduennensis Rchb.
- Bromus multiflorus var. auriculatus Trevir.
- Bromus platystachys Desf., nom. illeg.
- Bromus secalinus var. bromoideus (Lej.) Lloret, nom. superfl.
- Bromus triaristatus Loisel.
- Bromus velutinus var. triaristatus (Loisel.) Mutel
- Calotheca bromoidea Lej.
- Libertia arduennensis Lej., nom. superfl.
- Libertia arundinacea Roth
- Michelaria arduennensis (Rchb.) Dumort., nom. superfl.
- Michelaria bromoidea (Lej.) Dumort.
- Serrafalcus arduennensis (Rchb.) Crép., nom. provis.